# رون بروسور
رون بروسور (بالعبرية: רון פרושאור؛ من مواليد 11 أكتوبر 1958) دبلوماسي وكاتب وكاتب عمود إسرائيلي. شغل منصب سفير إسرائيل لدى ألمانيا منذ 22 أغسطس 2022. شغل سابقًا منصب الممثل الدائم لإسرائيل لدى الأمم المتحدة من عام 2011 إلى عام 2015، وسفير إسرائيل لدى المملكة المتحدة من عام 2007 إلى عام 2011، بالإضافة إلى عمله كمدير عام لوزارة الخارجية الإسرائيلية وقنصل سياسي في السفارة الإسرائيلية في واشنطن. وهو رئيس معهد آبا إيبان للدبلوماسية الدولية في كلية هرتسليا لودر للحكومة والدبلوماسية والاستراتيجية التابعة لمركز هرتسليا متعدد التخصصات (IDC).